# Senedż
Senedż (Sened) – domniemany władca starożytnego Egiptu z II dynastii
Jak i wokół innych królów II dynastii, tak i wokół tej postaci jest wiele sporów, co zrodził szereg teorii dotyczących tej postaci:
- Senedż był ojcem i poprzednikiem Peribsena (Grdseloff).

- Peribsen i Senedż to ta sama osoba (Gauthier, Wildung, Barta).

- Senedż był następcą Peribsena (Helck).

- Senedż i Sechemib to ta sama osoba (Kwiatkowski)

- Senedż i Sechemib to dwie różne osoby; Senedż miał być lokalnym władcą memfickim, panującym po Unegu w tym samym czasie, co Peribsen na Południu, i pochowanym przez swojego następcę Sechemiba (Grimal)

Prawdopodobnie został pochowany w Abydos.